# Meat (DJ)
Meat (eigentlich Carsten Schuchmann; * 1974 oder 1975) ist ein deutscher House-DJ und Musikproduzent.

## Leben
Carsten Schuchmann alias DJ Meat begann seine DJ-Tätigkeit Anfang der 1990er Jahre in Frankfurt am Main. 1994 gründete Schuchmann mit Olaf Zern und Carsten Wegge den Plattenladen Freebase Records, für den er 1998 die Einzelprokura erhielt.  Zu seinen regelmäßigen Auftrittsortenen zählten Monza, Cocoon Club und Robert Johnson. 2009 startete die Kollaboration mit Christopher Holz (alias Chris Wood) als Studio- und DJ-Partner. Zusammen veröffentlichten sie bei Labels wie Moon Harbour und Souvenir.
Festivalauftritte hatte DJ Meat beim Time Warp, Sonus Festival und Nature One.

## Diskografie (Auswahl)

### Singles & EPs
- 2007: Meat is Murder (mit Einzelkind)
- 2007: Words from the Frontline (mit Einzelkind)
- 2011: Triple S (mit Chris Wood)
- 2015: Playing What (mit Chris Wood)
- 2015: Stones (mit Chris Wood)
- 2016: So Far Away (mit Chris Wood)
- 2017: Closer 2 U (mit Chris Wood und Christian Burkhardt)